# Duotones
Duotones là album phòng thu thứ tư của nghệ sĩ saxophone người Mỹ Kenny G, được phát hành năm 1986 bởi hãng thu âm Arista Records. Album đã đạt một thành công lớn khi đạt vị trí số 1 trên bảng xếp hạng album nhạc jazz đương thời, số 5 trên bảng xếp hạng album nhạc jazz và số 6 trên Billboard 200 của Billboard. Các đĩa đơn được phát hành từ album này cũng rất thành công, với nhạc phẩm "Songbird" đạt vị trí số 4 và "Don't Make Me Wait for Love" đạt vị trí 15 trên Billboard Hot 100 Hoa Kỳ.
Album đã nhận được chứng nhận 5 đĩa Bạch kim bởi Hiệp hội Công nghiệp thu âm Hoa Kỳ.

## Danh sách nhạc phẩm
1. "Songbird" (Kenny G.) - 5:03
2. "Midnight Motion" - 4:08 (Kenny G.)
3. "Don't Make Me Wait for Love" (hát chính: Lenny Williams) (Walter Afanasieff, Preston Glass, Narada Michael Walden) - 4:05
4. "Sade" (Kenny G.) - 4:20
5. "Champagne" (Kenny G.,McDougal) - 4:45
6. "What Does it Take (to Win Your Love)" (hát chính: Ellis Hall) (Bristol, Bullock, Fuqua) - 4:06
7. "Slip of the Tongue" (Preston Glass, Narada Michael Walden) - 4:53
8. "Three of a Kind" (Kenny G., Preston Glass, Narada Michael Walden) - 4:46
9. "Esther" (Kenny G.) - 5:24
10. "You Make Me Believe" (hát chính: Claytoven Richardson) (Walter Afanasieff, Kenny G., Preston Glass, Narada Michael Walden) - 5:19

## Sản xuất
- Sản xuất bởi Narada Michael Walden, Kenny G. và Preston Glass
- Kĩ thuật bởi Gordon Lyon

## Danh sách thực hiện
- Trống, gõ: Cory Lerios, Tony Gable, Preston Glass, Greg Gonaway, Kenny McDougal
- Lập trình trống: Cory Lerios
- Bass: Randy Jackson, Joe Plass
- Bass tổng hợp: Walter Afanasieff, Cory Lerios
- Ghi-ta: Alan Glass, John Raymond, Corrado Rustici
- Keyboards, nhạc cụ điện tử: Walter Afanasieff, Kenny G., Preston Glass, Roger Sause
- Lập trình: Sal Gallina, Preston Glass
- Nhạc cụ khác (đàn dây, vĩ cầm, cor): Sal Gallina

## Đĩa đơn
| Năm  | Tên nhạc phẩm                          | Vị trí xếp hạng | Vị trí xếp hạng | Vị trí xếp hạng |
| ---- | -------------------------------------- | --------------- | --------------- | --------------- |
| Năm  | Tên nhạc phẩm                          | U.S. Cont       | U.S. R&B        | U.S.            |
| 1986 | "Don't Make Me Wait for Love"          | 2               | 17              | 15              |
| 1986 | "What Does It Take (to Win Your Love)" | —               | 15              | —               |
| 1987 | "Songbird"                             | 3               | 23              | 4               |

## Thông tin bên lề
- Có ít nhất 3 phiên bản của CD đã được phát hành tại Mỹ. Bản đầu tiên phát hành với một phiên bản dài của "What Does it Take". Bản sau đó là một phiên bản ngắn của bài hát trên, được phát trên các sóng phát thanh. Cũng có một phiên bản với danh sách bài hát khác, công thêm bài hát "And You Know That".